# История Брянской области
Брянская область образована 5 июля 1944 года путём выделения из состава Орловской области.

## Каменный век
Первые люди поселились на территории современной Брянской области от 120 до 70 тысяч лет назад. Тогда, после отступления ледника на север, на этих землях установился мягкий и тёплый климат. Территория Брянского края в то время представляла лесостепную зону с климатом несколько теплее современного. Это позволило заселить территорию древним людям, пришедшим сюда с предгорий Кавказа, Карпат и Крыма, где становилось уже тесно.
К среднему палеолиту в Брянской области относятся стоянки Хотылёво 1, Коршево I, Коршево II, Бетово, Неготино (Жуковский район).
К позднему палеолиту относятся стоянки Хотылёво 2 и Хотылёво 6 у села Хотылёво Брянского района, открытые археологом Ф. М. Заверняевым. Всего к настоящему времени в области обнаружены шесть стоянок эпохи позднего палеолита. Эти поселения существовали в период между 30 и 15 тысячами лет до нашей эры. У южной окраины Брянска находятся стоянки Карачиж, Тимоновка 1-3, Супонево возрастом ок. 12—15 тыс. лет. Одной из самых древних предполагаемых домашних собак на территории России считалось животное, останки которого были обнаружены на стоянке Елисеевичи-1 у села Елисеевичи. Датируется возрастом 14—13 тыс. лет назад. В Юдиново процессе раскопок, производившихся К. М. Поликарповичем, В. Д. Будько, З. А. Абрамовой и Г. В. Григорьевой, открыта жилая площадка поселения с хозяйственными ямами и остатками четырёх округлых жилищ-яранг из костей мамонта, построенных древними людьми тимоновско-юдиновской верхнепалеолитической культуры около 15 тыс. лет назад.
В период верхнего палеолита произошли большие изменения в климатических условиях. В связи с наступлением последнего валдайского оледенения климат стал довольно холодным. В это время край представлял холодную, почти безлесную равнину. Люди, привыкшие к совместной, всем племенем, охоте на крупных животных, каждое из которых могло дать им пропитание на несколько недель, а то и месяцев, также приспособились к новым условиям, но на юг не отступили. Они начали шить одежду из шкур, а бивни и кости, например, мамонтов, использовали в качестве каркасов для заслонов от ветра и примитивных жилищ. Тогда же, как утверждают археологи, люди научились использовать и добывать огонь. Близ Севска (Деснинское левобережье) в карьере по добыче песка обнаружено кладбище мамонтов, для костеносного горизонта которого получены радиоуглеродные даты 13950±70 и 13680±60 лет назад.

## Бронзовый век
В конце III тысячелетия до н. э. на территорию нынешней Брянской области, двигаясь вверх по рекам Ипути, Судости, Десне вторглись племена культуры боевых топоров. Представители культуры боевых топоров занимали обширную территорию от Центральной Европы до Прибалтики и Причерноморья.

## Железный век
К эпохе раннего железа относятся поселения юхновской культуры (городище Левенка-2 в селе Левенка, Благовещенская гора поблизости от Вщижа).
В I веке из синтеза элементов юхновской и зарубинецкой культур в результате переселения в Подесенье потомков зарубинецких племён из Среднего Поднепровья сформировалась почепская культура.

## Заселение славянскими племенами
III веком нашей эры (киевская археологическая культура) датируется брянский клад.
К югу от села Левенка и реки Вабля находится  городище Левенка-4 V—VII веков, где найдена керамика колочинской культуры (локальный вариант киевской культуры).
Первые славяне появились на юге современной Брянской области в VI—VII веках на территориях нынешних Трубчевского, Погарского и Стародубского районов. Многие топонимы этих мест имеют древнеславянское происхождения: Судо(го)сть, Радогощ (старое название Погара), Случовск. Заселение области славянскими племенами происходило с юго-западного направления. Название реки Десны также имеет славянское происхождение и означает «правая», что косвенно подтверждает направление расселения славян, так как Десна является левым притоком Днепра. Однако для тех, кто шёл с низовьев Днепра вверх по течению, Десна действительно была правым притоком. Проникновение славян в брянские края носило в основном мирный характер, так как свободных земель было достаточно. Но случались и кровавые стычки — на Случевском городище у села Случовск на реке Судость, обнаружены скелеты людей с балтскими признаками, погибших в VI—VII веках при штурме городища. Это городище «запирает» устье Судости и помешать оно могло тем, кто продвигался с юга вверх по её течению — то есть славянам. Набор украшений пояса, оружия и конского снаряжения Севского клада, Битицкого городища, Ходосовки соответствует признакам салтовского горизонта II, но не включает более поздних элементов горизонтов III—V.
Из летописей известно, что на территорию Брянского края пришли три славянских племени — северяне, радимичи и вятичи. Археологи дополняют эти сведения, включая в этот список кривичей и полян. К концу X века на территории нынешней Брянской области славянские племена, по мнению археологов, расселились так: юго-восточная часть области с центром на Кветунское поселении у Трубчевска (современные Севский, Суземский, Комаричский, Брасовский, Навлинский, Трубчевский, частично Погарский и Почепский районы) вошла в состав Северянского племенного союза. Самую северо-восточную часть (современные Карачевский, частично Навлинский, Дятьковский и, отчасти, Брянский районы) заняли вятичи, северную часть области заселили смоленские кривичи. На запад нынешней Брянской области (бассейн Ипути), на территорию балтов, постепенно смешиваясь с ними и перенимая элементы их культуры, переселилось славянское племя радимичей. С юга, вверх по реке Снов, от Чернигова начали проникать дружины киевских князей, к середине X века завладевшие южной частью «нейтральной зоны» между северянами и балтами (позднее радимичами, современные Стародубский, частично Климовский, Унечский, Погарский районы).

## Эпоха Киевской Руси
В IX веке славянские племена, проживавшие на территории современной Брянской области, как и многие соседние племена, находились в зависимости от Хазарского каганата, хотя находилось это государство далеко от края, в низовьях Волги. Хазары не вмешивались во внутренние дела здешних славян, однако требовать дань от них не забывали. Платили её по «беле от дыма» (по белке от дома).
В IX—X веках северяне, радимичи и вятичи из-под власти хазар постепенно перешли под власть Киева. Уже в 884 году, через два года после захвата Киева, князь Олег «иде на северы» (пошел на северян). Между северянами и Киевом давно существовали связи, так как Десна связывала Подесенье с Поднепровьем. Поэтому Олег без особого труда подчинил северян и заставил их платить теперь уже себе такую же дань, какую они прежде давали хазарам. В следующем 885 году послы князя Олега прибыли к радимичам. Они потребовали признать власть Киева и платит Олегу дань. Вскоре киевские князья потребовали с северян и радимичей и воинов. Когда Олег в 907 году совершил поход на Константинополь, в его дружине были северяне и радимичи. Воины из этих племен в 913 и 944 годах участвовали и в неудачных походах князя Игоря против хазар. Почти все они погибли в прикаспийских степях.
К середине X века из брянских племён под властью хазар оставались только вятичи. В 964—966 годах киевский князь Святослав Храбрый совершил поход на хазар, окончательно уничтожив их государство, и параллельно подчинил себе вятичей, наложив на них дань. Однако земля вятичей находилась далеко от Киева и они продолжали пользоваться большой самостоятельность. Когда в 972 году Святослав погиб и между его сыновьями вспыхнула война, вятичи вообще обособились от Киева. Только в 981 году князь Владимир вновь покорил это племя. В 984 году Владимир подчинил себе, обособившихся во время междоусобицы радимичей. Так к концу X века территория современной Брянской области полностью вошла в состав Древнерусского государства.
В Кветуни нижняя дата и поселения, и могильника — X век. Точная дата основания Брянска неизвестна. Скорее всего он был заложен при Владимире Святославиче в конце X века, официально годом основания считается 985 год. Вщиж (Щиж) с XI века был удельным центром Черниговского княжества. Первое упоминание Брянска как сторожевого пункта относится в Ипатьевской летописи к 1146 году. Севск впервые упоминается под 1146 годом в двух летописях — Воскресенской и Ипатьевской. С 1159 года по 1167 год города Брянск, Березый с прилегающими к ним землями входили в состав Вщижского княжества.
В XII веке известен летописный древнерусский город Оболовь.

## Брянское княжество
В 1238 году после разгрома Вщижа монголами и пресечения ветви потомков Владимира Святославича, Брянск стал столицей обширного княжества, включавшего Чернигов, Новгород-Северский, Стародуб и Трубчевск. После взятия монголами Чернигова и пленения епископа Порфирия в 1239 году, центр епархии и столица Чернигово-Северского княжества переместились в уцелевший Брянск.
В 1246 году брянским князем стал сын погибшего в Орде черниговского князя Михаила Всеволодовича Черниговского Роман Михайлович. Брянские войска участвовали в походах ордынских и галицко-волынских войск против Литвы в конце XIII века.
В XIII веке (возможно, после нападения монголо-татар) Брянск был перенесён с Чашина кургана на Покровскую гору.
В 1356—1359 годах во время борьбы за власть в Брянское княжество было захвачено Ольгердом и присоединено к Великому княжеству Литовскому. Брянские войска упоминаются в связи с Куликовской битвой (1380) вместе с князьями Дмитрием Ольгердовичем и Глебом Брянским. Князь Роман Михайлович в 1396 году стал последним литовским наместником в Смоленске. После его гибели в 1401 году Брянское княжество было ликвидировано.

## В составе Русского царства
В 1535 году польско-литовские войска взяли русскую крепость Стародуб и учинили резню местного населения.
В 1664 году русские войска Якова Черкасского нанесли поражения полякам в битве под Мглином.

## Период Российской империи
В 1781 году деление Брянщины на полки и сотни было заменено делением на уезды и наместничества (с 1796 года — губернии). С 1802 года Стародубщина, из которой были образованы Мглинский, Новоместский (позднее — Новозыбковский), Стародубский и Суражский уезды, вошла в состав Черниговской губернии.
Вся восточная (великороссийская) часть Брянщины (Брянский, Карачевский, Севский и Трубчевский уезды) с 1709 года относилась к Киевской губернии, в том числе с 1719 года входила в состав Севской провинции этой губернии. В 1727 году Севская провинция вошла во вновь образованную Белгородскую губернию. В 1778 году было образовано Орловское наместничество, в которое были переданы уезды упраздненной Севской провинции (при этом границы уездов были изменены, а также были образованы новые уезды, в том числе Луганский).
В XVIII—XIX веках началось экономическое оживление края. В XVIII веке появилась заводская промышленность. Со второй половины XVIII в. многие земли Стародубщины принадлежали гетману Кириллу Разумовскому, который вел здесь большое строительство. В восточной части Брянщины в конце XVIII в. широко развивает заводское дело промышленник И. А. Мальцов, основавший на местных песках и древесном топливе ряд стекольных предприятий. В начале XIX в. он также скупает все металлургические заводы края и создаёт Мальцовский фабрично-заводской округ, охватывающий также части соседних уездов — Жиздринского и Рославльского.

## Советское время
В 1920 году на карте страны появилась Брянская губерния, просуществовавшая до 1 октября 1929 года, когда она была включена в состав Западной области.
27 сентября 1937 года ЦИК РСФСР постановил упразднить Западную область, разделив её на Смоленскую и Орловскую области. Нынешняя территория Брянской области вошла в состав Орловской области.
В августе-октябре 1941 года край был оккупирован германскими войсками. С первых дней оккупации борьба против захватчиков приняла характер всенародного движения. В брянских лесах действовало около 60 000 партизан, здесь формировались партизанские соединения С. А. Ковпака, А. Ф. Фёдорова, А. Н. Сабурова. Захватчики нанесли краю огромный ущерб: были разрушены и сожжены города (70 % жилого фонда) и села (111000 домов), промышленные предприятия. После освобождения края (август-сентябрь 1943 года) были проведены большие восстановительные работы.
Брянская область была образована Указом Президиума Верховного Совета СССР 5 июля 1944 года из городов и районов Орловской области, располагавшихся приблизительно в границах существовавшей ранее Брянской губернии. В состав области вошли города областного подчинения Брянск, Бежица и Клинцы, а также Брасовский, Брянский, Выгоничский, Гордеевский, Дубровский, Дятьковский, Жирятинский, Жуковский, Злынковский, Карачевский, Клетнянский, Климовский, Клинцовский, Комаричский, Красногорский, Мглинский, Навлинский, Новозыбковский, Погарский, Понуровский, Почепский, Рогнединский, Севский, Стародубский, Суземский, Суражский, Трубчевский и Унечский районы.
В результате аварии на Чернобыльской АЭС 26 апреля 1986 года часть территории Брянской области была загрязнена долгоживущими радионуклидами (главным образом Злынковский, Климовский, Клинцовский, Новозыбковский, Красногорский и Гордеевский районы).

## Российская Федерация
Постановлением правительства РФ «Об утверждении перечня населенных пунктов, находящихся в границах зон радиоактивного загрязнения вследствие катастрофы на Чернобыльской АЭС» от 8 октября 2015 года утратили силу постановление правительства РФ от 18 декабря 1997 г. № 1582 «Об утверждении перечня населенных пунктов, находящихся в границах зон радиоактивного загрязнения вследствие катастрофы на Чернобыльской АЭС» и постановление правительства Российской Федерации от 7 апреля 2005 г. № 197 «Об изменении перечня населенных пунктов, находящихся в границах зон радиоактивного загрязнения вследствие катастрофы на Чернобыльской АЭС» и пересмотрены границы зон радиоактивного загрязнения «с учётом изменения радиационной обстановки, в том числе в результате осуществления в 1986-2014 годах комплекса защитных и реабилитационных мероприятий». В результате город Новозыбков был выведен из зоны отселения и отнесён к зоне проживания с правом на отселение. В составе зоны отселения остались лишь 26 населённых пунктов Брянской области, в зону отчуждения включены 4 сельских населённых пункта в Красногорском районе. Города Новозыбков, Злынка, и большинство сельских населённых пунктов юго-запада Брянской области «понизились» в статусе, лишившись ряда льгот и выплат, предусмотренных Законом РФ «О социальной защите граждан, подвергшихся воздействию радиации вследствие катастрофы на Чернобыльской АЭС».

### После 24 февраля 2022 года
2 марта 2023 года с территории Украины «Русский добровольческий корпус» осуществил рейд на территорию области.

## См.также
- Список археологических памятников Брянской области